# J-LEAGUE WIDE
『J-LEAGUE WIDE』（ジェイ リーグ ワイド）は、TBSチャンネル1などの衛星放送と、地上波・JNN（TBS系列）のTBS関連のテレビ放送メディアで放送する、サッカー・J1リーグのテレビ中継の題である。
2012年シーズンから2016年シーズンまでTBSチャンネル1での放送が中心となっていた（後述）。
なお、TBSは、横浜F・マリノスのオフィシャルスポンサーである。

## 放送期間
- JNN（TBS系列）…1993年（Jリーグ元年）シーズンから不定期で放送
- BS-TBS（旧BS-i）…2001年シーズン - 2016年シーズン
2012年 - 2014年は、BSスカパー!・およびJ SPORTSでの中継に特化・移行していた関係で、毎年シーズン終盤（2012年では第23節）からの中継となる。
- TBSニュースバード（旧JNNニュースバード）…2002年 - 2004年シーズン
原則として録画放送だったが、TBSチャンネルでの放送に移行したことに伴い打ち切られた。
- TBSチャンネル1（2012年9月まではTBSチャンネル）…2005年 - 2016年シーズン
スカパー!が2017年シーズンのリーグ戦中継を断念したため、当チャンネルでの放送は終了。

### 2011年シーズンまでの放送態勢に関する補足
通常はステレオ放送だが随時、副音声放送（ステレオ2音声。アナログ放送・TBSチャンネル1は通常のモノラル2重音声放送）を実施しており、実況放送とは別の音声（ゲスト同士のトークなど）を流している。
地上波は不定期に放送。BS-TBSでは原則毎節1試合放送。また、CS放送ではTBSチャンネル1が生中継（地上波、またはBS-TBS同時放送）を実施した。
なお、放送権が更新された2012年シーズン以降については、同年7月21日開催の東日本大震災復興支援 Jリーグスペシャルマッチで、JNN系列全国ネットの上で副音声放送が行われた程度で、2014年シーズンまでの通常のリーグ戦では、地上波TBSテレビでの中継自体がほとんど行われなかった。

## 基本的な中継スタイル

### 地上波
不定期（おおむね1-2ヶ月に1試合程度）放送。

#### 1993年～2006年シーズンまで
Jリーグ開幕元年から2000年シーズンまではTBSでの中継はオフィシャルスポンサーでもある横浜マリノス（1998年まで）→横浜F・マリノス（99年以降）主催試合の中継をメインに行っていた。なお、TBSが主催試合放映権を持っていたものの、プロ野球中継や特番または他局での他カード生中継の関係で生中継できなかった試合は25時台（深夜1時台）に関東ローカルで録画中継する形となった。
2001年シーズン以降は原則的には週末の試合から注目カードを選んで東京ローカルと、対戦するチームのホームタウン向けに中継されていた。但し毎日放送（MBS、近畿広域圏）など、対戦チームのホームタウンであっても一部地域では中継されなかったケースがあり、その場合、専用チューナーやケーブルテレビを通してBS-i（当時。現・BS-TBS）、TBSチャンネル1（詳細後述）でのみの視聴となった。
TBSは地上波全国放送でNHKに次いで優先権があるが、全国放送の中継は2002年8月31日に行われたベガルタ仙台対鹿島アントラーズ、及び2004年12月5日のチャンピオンシップ・横浜F・マリノス対浦和レッドダイヤモンズ（第1レグ）のみであり、殆どがローカルセールス枠での中継にとどまっている。なお、2シーズン制時代のチャンピオンシップは2002年からTBSが放映権を取得して以後は、第1レグを地上波で生中継（第2レグはNHK総合が担当。BSは2試合ともNHK BS1で放映するため、当時のBS-iでの放映なし）となっていたが、2002年と2003年はそれぞれの年間優勝チーム（2002年・ジュビロ磐田、2003年・横浜F・マリノス）が前後期完全優勝だったため開催が無く、結局この体裁で放送が行われたのは第2次2シーズン制最後の2004年だけだった。
MBSの場合、ガンバ大阪のホームタウンでありながらガンバ主催試合を中継せず東京ローカルのみの裏送りで放送した事があったが、2006年10月14日開催のガンバ大阪vs横浜F・マリノス戦では深夜録画中継が行われた。なお、当日の中継での制作クレジットにはTBSが著作・TBSテレビが制作で、MBSは制作協力となっていた。解説者もTBSから派遣された。

#### 2007年シーズン以降
2007年からJリーグがスカパー!と結んだ放映権契約によって、アウェイチームのホームタウン向けの放送に制限がかかるようになったため、ほとんどがTBS（関東）ローカル放送になってきている。また、原則として関東広域圏をホームとするチームのホームゲームを放送する。
同年5月19日の名古屋グランパスエイト対浦和レッドダイヤモンズの試合（豊田スタジアム）は、レッズの地元を含む関東広域圏のTBSでは放送されたが、グランパスの地元・中京広域圏では中部日本放送では放送せず（技術協力で裏送り）、テレビ朝日系列のメ〜テレが自主制作して放送した事例もある。
MBSでは2010年7月18日にガンバ大阪対浦和レッドダイヤモンズの試合をBS-TBS・TBSチャンネル向けに生放送、MBS大阪ローカルでは録画中継されたが、この場合はMBS・TBS共同製作となり、MBSから近藤亨アナが実況で参加。解説とレポーターはいずれもTBSテレビからの派遣だった。
2012年 - 2014年シーズンの3年間はリーグ戦の地上波中継を行っていなかったが（2012年・2013年は「東日本大震災復興支援 Jリーグスペシャルマッチ」のみ放送）、2015年シーズンより各ステージ1試合 ずつとなるが、放送を再開した。2011年までは地上波とTBSチャンネル1の同時放送を行っていたが、2015年は行なっていない（同年3月14日にFC東京対横浜F・マリノスを地上波で放送したが、スカパー!向けは通常のFC東京ホームゲームと同様にフジ・メディア・テクノロジーが制作しスカチャンで放送した。TBSチャンネルはアルビレックス新潟対清水エスパルスを放送した。なお、実況・リポートは新潟放送のアナウンサーが担当した）
2015年からJリーグチャンピオンシップが復活することになり、TBS系列でも1回戦（ある場合）の1試合（2試合生じる場合はそのうちの1試合）をBS-TBSで、決勝戦はファーストレグを地上波で全国放送 することが決まった。
2017年以降は、再び放送を行っていない。

### BS-TBS

#### 2006年シーズンまで
土・日分散の場合、土曜日、日曜日1試合ずつ生中継（TBS地上波同時中継の場合あり）。水曜日の開催を含む1日集中での開催の場合も2試合放送するが、2試合連続で生中継となる場合と、1試合のみ生放送、もう1試合を録画中継するパターン（後者は主としてナイターのみで開催される場合）とがある。関西で行われる試合については、毎日放送のアナウンサーが実況やレポーターをする場合がある。

#### 2007年 - 2011年シーズン
テレビ中継権の更新に際し、Jリーグ側とNHK側との交渉がこじれたあおりを受けて、原則1節につき1試合の中継に減少した。また、関西の試合も原則TBSのアナウンサーが実況するようになった。
なお、2007年8月25日から9月2日にかけて開催された3節については、2007年世界陸上選手権大阪大会生中継の実施のための特例で生放送はせず、8月29日は当日深夜、それ以外は翌日以降に時間を移して放送した。
対象試合
- 8月25日　鹿島アントラーズ対横浜FC（カシマサッカースタジアム　→8月27日早朝7時から録画中継）
- 8月29日　川崎フロンターレ対名古屋グランパスエイト（等々力競技場　→当日23時から録画中継）
- 9月2日　大分トリニータ対ヴァンフォーレ甲府（九州石油ドーム・大分ビッグアイ　→9月3日21時から録画中継）

2011年8月27日から9月4日にかけても、2011年世界陸上選手権テグ大会中継のため録画中継となるが、その期間に2014 FIFAワールドカップ3次予選と重複したため、対象が1節のみだった。
対象試合
- 8月28日　ヴィッセル神戸対ガンバ大阪（ホームズスタジアム→8月31日3時より録画放送。TBSのアナウンサー不足により実況・リポーターともMBSアナウンサーが担当）

また、2008年6月28日の大宮アルディージャ対東京ヴェルディ戦（熊谷スポーツ文化公園陸上競技場）も同日に行われたザ・プロ野球広島東洋カープ対読売ジャイアンツのデーゲーム生中継の都合で生中継の枠が取れず、翌6月29日17時から19時に録画中継されたほか、2010年以降も一部の試合でBS-TBSがザ・プロ野球など他番組編成の都合で生中継できずに後日録画となった試合があった。特に2011年は東日本大震災の影響による日程変更によって、深夜録画になる試合が多かった。
※但し、上述各試合はTBSチャンネルで1は生中継である。
- 歴代スポンサーはNTT東日本、三井不動産（2008年～2010年）、ニンジニアネットワーク（2010年～2011年）など。

#### 2012年 - 2016年シーズン
前記のとおり、BS-TBSでは編成上の都合から生中継のための放送枠確保が年々難しくなっていたこともあり、2012年度からの放送権更新で、BSスカパー!、およびBSデジタル放送に進出したJ SPORTSでの中継へ特化・移行していたため、BS-TBSでの放送は、2014年度までは第23節から毎節1試合を中継し、シーズン終盤の試合を中継していた。
TBSチャンネル1とのサイマル放送もしくは同一内容の録画放送となっているが、放送枠が従来通り2時間であるため、録画放送＜当日、あるいは後日＞である時は、一部内容はカットして放送する。特に2013年・2014年はBS-TBSでの放送はほぼ全試合が録画中継に当たっている。ただ、2013年10月から、放送設備点検に伴う休止時間がこれまでの月曜未明（日曜深夜）3:00-5:00→日曜未明（土曜深夜）の同じ時間に移設したため、殆どの試合は月曜未明の録画中継となっている。
2015年からの放送権更新で、4シーズンぶりに第1節を含めた、レギュラーシーズンの一部試合中継をTBSチャンネル1とのサイマル放送で実施。特に2シーズン制の採用により、レギュラーシーズン戦が短期決戦となったため、BS-TBSでの放送試合数を増やしたことも挙げられる（これまで通り毎試合の放送ではない）。

### TBSチャンネル1
原則として生中継は地上波またはBS-TBSとの同時放送としている（CMを除き、放送内容も同一であるが、2008年3月8日の開幕戦・横浜FM対浦和の試合は地上波とTBSチャンネル1では実況・解説を差し替えて放映したように、一部例外もある）。BS-TBSが編成の都合で録画となる場合もTBSチャンネルで1は生中継で放送される。
2009年以降はTBSチャンネル1での再放送はなくなった。その代わり、スカパー!のスカチャンでの再放送はある。
基本は毎節1試合の中継だが、2試合の場合もある（主にTBS地上波の放送がある節が該当）。例として、2011年第13節は、5月28日に浦和レッドダイヤモンズvsアルビレックス新潟（TBS地上波と同時放送）、5月29日にセレッソ大阪vs大宮アルディージャ（BS-TBSと同時放送）をそれぞれ放送。
2011年までは地上波・BSとの共同放送となる関係上、TBS側で独自の字幕フォントを放送していたが、放送権が更新された2012年から字幕フォントはスカパー!共通のものを使用するようになった（BS-TBSも同様）。また、クラブ応援コーナーがハーフタイムに行われるなど、スカパー!の中継フォーマットを踏襲する形で中継を行う。また、試合後の監督インタビューを放送するようになったため、放送枠がスカパー!中継と同様に試合開始5分前から2時間30分間（2012年は試合開始前10分前から2時間40分間）に拡大した。
なお、TBSチャンネルは2014年10月1日に編成替えがあり、スポーツ中継は原則として「TBSチャンネル2 名作ドラマ・スポーツ・アニメ」のみで放送されるが、Jリーグ中継は編成上の都合により引き続き「TBSチャンネル1 最新ドラマ・音楽・映画」にて放送される。これはTBSチャンネル2は横浜DeNAベイスターズの主催全試合生放送があり、日程の重複など編成が難しいためでもある。まれに放送当日にプロ野球中継とのバッティングで放送できなかった節もある

### 放送カードの選定
原則としてJリーグと交渉した上で放送カードを決定するが、優先順位がスカパーグループ（スカイ・エー・J SPORTSを含む）→NHK→TBSの順番になっていて、スカパーグループ・NHKが既に放映権を抑えている試合以外から選ばれる。最終盤（概ね11月下旬～12月初旬）については、優勝争いに関係する試合を中心に放送するため、カード決定は前節の試合結果を踏まえて行う。ただし、NHKの地上波が一番優勝可能性の高いカードを放送するため、それ以外からの選択となる（NHK地上波が全国中継を行うカードは、原則BSデジタルでの全国放送を行わない）。

### 画面サイズ
16:9のハイビジョン放送している。かつては地上アナログとTBSチャンネルで1は4:3のアップコンバートだったが、2008年10月からはTBSチャンネル1自体がハイビジョン化されているため、スカパー!HDおよび2012年7月以降のスカパー!e2での視聴はアップコンバートにはならない（ただしスカパー!SDと一部ケーブルテレビではハイビジョン未対応のためレターボックスとなるほか、スカパー!e2でも2012年6月までは16:9の標準画質で放送）。

### 再放送
スカチャンでは本番組の再放送を行っている。J SPORTS1ではJ1全試合の録画放送を行っているが、TBSが放映権を取得したカードは本番組の映像を使用し、音声はJ SPORTS側で差し換えて放送している。そのため、クレジットに協力:TBSと表記される。

## 出演者

### 解説
2011年に担当した解説者を記載
- 小倉隆史
- 金田喜稔
- 水沼貴史
- 渡邉一平
- 中西永輔
  - 近年は小倉と金田がほとんどの試合の解説を行っている。TBSがサッカー日本代表や国際試合の中継を担当する場合も、多くはこの両名（もしくはどちらか一人）が解説を担当する。

### 主に実況
TBSアナウンサー（関東地区以外も担当）
石川葉子が降板した2010年シーズンの途中から、ピッチリポーターとして登場することもある。
- 清原正博
- 清水大輔
- 新タ悦男
- 土井敏之
- 佐藤文康
- 戸崎貴広
- 杉山真也（2010年シーズンまでは日曜開催の試合は出演せず、2012年・2013年シーズンも土曜以外の開催時に登場[5]）

新タ、戸崎は近年出演が少ない
フリーアナウンサー（関東地区担当）
- 上野晃（TBSチャンネル単独放送の場合のみ担当。世界陸上などでアナウンサーが不足していたための措置）

JNN系列局アナウンサー
- 近藤亨（MBS毎日放送アナウンサー、一部の関西地区の試合を担当）
- 星野一弘（BSN新潟放送アナウンサー）

### ピッチリポーター専任
フリーアナウンサー（関東地区担当）
- 三須亜希子 ※スカパー!制作の柏レイソルホームゲーム中継のリポーターを優先しているため[6]、主に柏がアウェーの節を担当。
- 高木聖佳
- 真鍋摩緒

上記3名は2012年シーズンより。いずれもスカパー!Jリーグ中継ピッチリポーター経験者（三須は柏レイソル、高木は川崎フロンターレ、東京ヴェルディを担当。真鍋は2011年まで清水エスパルスを担当）
それ以外の試合はTBS・JNN系列局のアナウンサーが担当する。
JNN系列局アナウンサー
- 関東地区以外でもTBSアナウンサーが出張して担当することが多いが、一部試合は系列局アナウンサーが担当する場合もある。
  - 松本麻衣子（毎日放送） ※関西地区担当
  - 小林康秀（中国放送） ※広島地区担当
  - 守屋周（東北放送） ※仙台地区担当
  - 手島千尋（新潟放送）※新潟地区担当
  - 久野大地（信越放送）※長野地区担当

### 副音声
- 加藤浩次（MC／「スーパーサッカー」司会兼）
  - 2011年まで地上波東京ローカルで放送する場合のみ行われていた。解説・実況関しては上述の各人が担当し、主に小倉、佐藤（文）など、スーパーサッカー出演者が多かった。
- 小島瑠璃子（「S☆1」ガール）
  - リーグ戦では4年ぶりとなる、2015年第2節の地上波東京ローカル中継では、加藤に代わりMCを務めた。

## かつての出演者

### 解説
- 福田正博 ※2007年シーズンまで
- 相馬直樹 2009年シーズンまで
- 三浦泰年
- 澤登正朗
- 水内猛
- 本田泰人（ゲスト出演）
- 本並健治 ※関西地区担当
- 神野卓哉 ※2010年に1試合担当
- 野々村芳和 ※2010年に1試合担当

### 実況
- 武方直己 ※人事異動に伴い2006年シーズンまで
- 蓮見孝之 ※2010年シーズンまで
- 結城哲郎（毎日放送） ※GAORAに出向などにより2010年シーズンまで

### ピッチリポーター
- 細田阿也（タレント・スポーツジャーナリスト） ※2005年シーズンまで
- 石川葉子 ※産休入りを機に2010年シーズン序盤まで
- 和倉聡美（元北陸放送） ※2008年7月の京都サンガFC対FC東京戦を担当。その後はほとんど出番なし。
- 新井麻希（元TBS） ※局アナ時代の2006年シーズンから2011年シーズンまで[7]

2007年シーズンの代理リポーター
6月から10月にかけて、レギュラー陣の都合がつかず、臨時のリポーターが登場することがあった。
- 谷口愛 ※関東地区開催の数試合を担当。その後遅くとも2010年シーズンまでリポーターとして登場。
- 松永直子（静岡放送） ※8月15日の「磐田×FC東京」戦など
- 三重野勝己（大分放送） ※9月2日の「大分×甲府」戦